# Munch (Feelin' U)
Munch (Feelin' U) è un singolo della rapper statunitense Ice Spice, pubblicato il 10 agosto 2022 come primo estratto dall'EP di debutto Like..?.

## Tracce
Testi e musiche di Isis Gaston e Ephrem Lopez.
1. Munch (Feelin' U) – 1:44